# Čeľadince
Čeľadince é um município da Eslováquia, situado no distrito de Topoľčany, na região de Nitra. Tem 3,25 km² de área e sua população em 2018 foi estimada em 448 habitantes.

## Demografia
| Ano:        | 1994 | 2004   | 2014   | 2024    |
| ----------- | ---- | ------ | ------ | ------- |
| Broj ljudi: | 440  | 447    | 435    | 516     |
| Razlika:    |      | +1,59% | -2,68% | +18,62% |

| Ano:               | 2023 | 2024   |
| ------------------ | ---- | ------ |
| Número de pessoas: | 514  | 516    |
| Diferença:         |      | +0,38% |